# قياساوية
القيَّاساوية (الاسم العلمي:Plusiini) هي قبيلة من الحشرات تتبع فصيلة الليليات من رتبة حرشفيات الأجنحة.

## تصنيف القيَّاساوية
- قبيلة القيَّاساوية
  - تحت قبيلة القيَّاسينة
    - جنس القيَّاسة